# Смолов, Владимир Борисович
Влади́мир Бори́сович Смо́лов (14 августа 1919, Петроград, РСФСР — 21 ноября 2009, Санкт-Петербург, Россия) — специалист в области разработки средств вычислительной техники, доктор технических наук, профессор, Заслуженный деятель науки и техники РСФСР.

## Биография
Родился 14 августа 1919 года в Петрограде.
В 1939 году поступил в ЛЭТИ. Участник Финской кампании. Во время Великой Отечественной войны ушёл добровольцем на фронт. Ранение и контузия оставили свой след в жизни В. Б. Смолова — из госпиталя он вышел инвалидом войны. Работал старшим военруком Всесоюзного пионерского лагеря «Артек» (январь 1943 — июнь 1944 гг.), обучал солдат частей Красной Армии.
В ЛЭТИ работал с 1944 года. Прошёл путь от лаборанта до заведующего кафедрой вычислительной техники, крупнейшей кафедры данного профиля в Советском Союзе, которой руководил в течение тридцати пяти лет (1954—1989).
Владимир Борисович стоял у истоков отечественной системы подготовки инженерных и научных кадров по специальности «Электронные вычислительные машины (ЭВМ)» и «Математическое обеспечение ЭВМ». Он — основной участник разработки типовых учебных планов и программ, автор первых в стране учебников и учебных пособий по аналоговым, цифровым и гибридным ЭВМ.
Основал научное направление и научную школу по методам и средствам повышения эксплуатационно-технических характеристик и функциональных возможностей средств вычислительной техники. Подготовил как научный руководитель и консультант более 150 кандидатов и 30 докторов технических наук. Опубликовал лично 160 и в соавторстве 340 научных трудов, в том числе 10 первых в мире монографий по гибридным и цифровым функциональным преобразователям информации.
Член ряда Всесоюзных комиссий и советов, в том числе Высшей Аттестационной Комиссии (ВАК) СССР (1966—1978), Комиссии АН СССР по высокопроизводительным ЭВМ и системам (1970—1980), Национального комитета СССР по математическому моделированию (1966—1985), заместитель председателя Научно-методической комиссии по вычислительной технике и приборостроению Министерства высшего и среднего специального образования СССР (1960—1980).
Автор ряда публикаций по военно-патриотическому воспитанию, в том числе книги: «Лэтийцы в боях за Родину» (1997).
Скончался 21 ноября 2009 года в Санкт-Петербурге.

## Награды
- Заслуженный деятель науки и техники РСФСР
- орден Ленина
- орден Трудового Красного Знамени
- орден «Знак Почёта»,
- орден Отечественной войны I степени
- орден Отечественной войны II степени
- орден Почёта (2002)[2]
- Другими наградами (всего 23 правительственные награды)
- Занесён в Книгу Почёта жителей Петроградского района Ленинграда (1970).

## Публикации
Основные монографии:
1. Смолов В.Б. Вычислительные преобразователи с цифровыми управляемыми сопротивлениями. — Энергия, 1959.
2. Смолов В.Б., Угрюмов Е.П., Артамонов А.Б. Вычислительные преобразователи с цифровыми управляемыми сопротивлениями. — Энергия, 1968.
3. Смолов В.Б., Фомичев В.С. Аналого-цифровые и цифроаналоговые вычислительные устройства. — Энергия, 1974.
4. Смолов В.Б., Угрюмов Е.П., Шмидт В.К. Микроэлектронные цифроаналоговые и аналого-цифровые преобразователи информации. — Энергия, 1976.
5. Смолов В.Б. Функциональные преобразователи информации. — Энергия, 1981.
6. Смолов В.Б., Байков В.Д. Специализированные процессоры. Итерационные алгоритмы и структуры. — Радио и связь, 1985. — С. 288. — ISBN 5-7325-0036-7.
7. Смолов В.Б., Водяхо А.И., Плюснин В.У., Пузанков Д.В. Функционально-ориентированные процессоры. — Машиностроение, 1988.
8. Смолов В.Б., Пузанков Д.В. Шесть поколений вычислительной техники: из истории кафедры ВТ ЛЭТИ. — 2001. — С. 242.
Составлено на основе материалов из книг: «Выдающиеся выпускники и деятели Санкт-Петербургского государственного электротехнического университета „ЛЭТИ“» .— СПб, 2006.
«Обложка книги»
и «Шесть поколений вычислительной техники: из истории кафедры ВТ ЛЭТИ». — СПб., 2001.— 242 с.) (djvu)